# Xyris bracteata
Xyris bracteata är en gräsväxtart som beskrevs av Robert Brown. Xyris bracteata ingår i släktet Xyris och familjen Xyridaceae. Inga underarter finns listade i Catalogue of Life.